# Jeff Pinkner
Jeff Pinkner (født 1964) er en amerikansk producer og manuskriptforfatter, overvejende kendt for sit arbejde på Alias og for sin rolle som executive producer på Lost.

## Filmografi

### Executive Producer
- Alias
- Lost

### Manuskriptforfatter
- The Red Circle
- Alias
- The Beast
- The $treet
- Ally
- Profiler
- Ally McBeal
- Early Edition
- Lost